# Andrea Faccini
Andrea Faccini (* 23. August 1966 in Lugagnano Val d’Arda oder in Bari) ist ein ehemaliger italienischer Radrennfahrer und nationaler Meister im Radsport.

## Sportliche Laufbahn
Faccini war Bahnradsportler. Bei den UCI-Bahn-Weltmeisterschaften 1986 gewann er mit seinem Partner Roberto Nicotti die Bronzemedaille im Tandemrennen. Ebenfalls mit Roberto Nicotti holte er bei den UCI-Bahn-Weltmeisterschaften 1987 dann die Silbermedaille. 1989 holte er erneut Bronze mit Federico Paris als Partner.
Er war Teilnehmer der Olympischen Sommerspiele 1988 in Seoul. Im Sprint schied er, nach einem Sieg in der ersten Runde, in der zweiten Runde gegen Vratislav Šustr aus. 
1986, 1987 und 1988 gewann er die nationale Meisterschaft im Sprint der Amateure. 1986 wurde er mit Nicotti italienischer Titelträger im Tandemrennen.